# 眞銅雅子
眞銅 雅子（しんどう まさこ）は、日本の応用物理学者・電気工学者。大阪工業大学工学部電気電子システム工学科准教授。理学博士（九州大学）。電気学会関西支部協議員。応用物理学会第56期代議員。プラズマ・核融合学会男女共同参画委員。元日本学術振興会特別研究員。元量子科学技術研究開発機構（QST）若手科学者によるプラズマ研究会メンバー。
専門は、量子科学（原子核・素粒子物理学など）・応用物理学、プラズマ科学・物性工学、プログラミング（特にC）。

## 経歴
1992年福岡県立修猷館高等学校卒業。1996年九州大学理学部物理学科卒業。1998年同大学大学院理学研究科物理学専攻修士課程修了。2001年同大学大学院総合理工学研究科先端エネルギー理工学専攻博士課程修了、理学博士（九州大学）。同年、日本学術振興会特別研究員。2002年横浜国立大学大学院工学研究院助手。その後、同大学院特別研究教員などを経て、2016年大阪工業大学工学部電気電子システム工学科に着任。2022年現在、同学科准教授。
 主な所属学会は、応用物理学会、日本物理学会、電気学会、プラズマ・核融合学会、表面真空学会など。主な受賞は、Best Paper Award in 15th International Symposium on Plasma Chemistry(2001)、第3回関東工学教育協会賞(2010)。主な著書は、プラズマ産業革新技術: 第4章第2節（共著、シーエムシー出版2023、学術書）、Cで計算！基礎からはじめるプログラミング（共著、培風館2013、学術書）。

## 主な研究
- プラズマ滅菌特性の農業応用への研究　〜種子滅菌用大気圧放電プラズマ源の作製
- 誘電体バリア放電(DBD)プラズマ照射による稲の苗丈の変化[4]
- 大気圧プラズマ照射がレタス種子の抗酸化能に及ぼす影響[5]
- 誘電体バリア放電プラズマアクチュエータを用いた微粒子輸送装置の 開発 - 核融合科学研究所（NIFS）との共同研究2021[6]
- プラズマアクチュエータを応用したを応用したモバイル水素製造装置の開発
- クライオスタットの開発に向けた超流動液体ヘリウム液面上の帯電微粒子とプラズマとの相互作用の研究
- 半導体プロセスプラズマ中の負イオン密度測定とイオンシース - 量子科学技術研究開発機構（QST）若手科学者によるプラズマ研究会での発表[7]
- 有限要素法数値シミュレーションを用いた微粒子プラズマのモデリング

主な国際会議での発表は、The 8th International Symposium on Surface Science 2017：「Electronic states of p-carboranethiol absorbed on Au(111) surface 」など。
電気工学の対外啓蒙活動として、常翔学園高校ガリレオプラン探求IIにおける研究教育指導(2020)や、大阪府・大阪産業局が運営するものづくりビジネスセンター大阪（MOBIO）のテーマ別大学・高専合同研究シーズ発表会2018にて、「生体表面へのプラズマ照射による機能性向上に関する研究」について講師を担当。